# Lala Méndez Mosquera
Adolfina Birute Vilcinskas (Buenos Aires, 5 de mayo de 1930-Buenos Aires, 22 de diciembre de 2022), conocida profesionalmente como Lala Méndez Mosquera, fue una arquitecta y editora argentina. Fue cocreadora de Cícero Publicidad y de la revista de arquitectura Summa, la que editó y dirigió durante 29 años. Fue pionera de la difusión de la disciplina en América Latina a través de su editorial Ediciones Summa. Creó los Seminarios de Arquitectura Latinoamericana (SAL).

## Biografía
Nacida en una familia lituana, estudió en la Universidad de Buenos Aires cuando la carrera se dictaba en el edificio de la Manzana de las Luces, en San Telmo.
Era a fines de 1940, y la enseñanza universitaria mantenía su tradición academicista. Las vanguardias que surgían en las artes y la arquitectura en Europa y Estados Unidos comenzaban a entusiasmar a los alumnos y docentes jóvenes. Lala compartía ese espíritu renovador con su grupo de pertenencia: Carlos Alberto Méndez Mosquera, (1929-2009), -quien tiempo más tarde se convertiría en su marido-, Tomás Maldonado, Alfredo Hlito, Enio Iommi más los integrantes de los grupos harpa y oam, entre otros, algunos de los cuales serían protagonistas de la conformación de la Facultad de Arquitectura y Diseño (FADU/UBA) en 1985 durante la vuelta de la democracia argentina.
Fue alumna, y más tarde, jefa de Trabajos Prácticos de la Cátedra de Visión de José Alberto Le Pera.
A la par de sus estudios trabajó cinco años en la Editorial Abril en la edición de revistas de historietas. Ahí tomó contacto con la imprenta, la edición, y el mundo editorial, oficio que fue su pasión durante muchos años.
En 1952 contrajo matrimonio y en 1954 nació Andrea, la primera de sus tres hijas. La pareja participaba activamente de la avanzada cultural de aquellos años, además de compartir la docencia, el trabajo y la familia.

## Trayectoria
En 1950, Carlos Méndez Mosquera había participado en la fundación de Axis, la primera agencia de comunicación integral, junto a Tomás Maldonado y Alfredo Hlito. Axis no duró más de un año. Pero él mantenía firme la decisión de crear una agencia de comunicación, y con Lala todavía en la universidad, en 1954, retoman el proyecto y crean juntos Cícero Publicidad. Bien pronto sus roles fueron divididos: mientras Carlos se ocupaba de las cuentas y los contactos con los clientes de la agencia, Lala oficiaba de Directora de Arte y diseñaba las piezas gráficas. Juntos, más una única asistente -Zulema González Chávez- crearon la agencia de comunicación más avanzada -en cuanto a planteo gráfico e impacto cultural- de la década del 60. Lala dio el último examen embarazada de su segunda hija, Sandra en 1957. La tercera, Marina, llegaría en 1962. Las tres son arquitectas.
Paralelamente a la agencia, y ya en los años 60, se comenzó a gestar en el grupo de arquitectos, docentes universitarios y artistas al que pertenecían, un proyecto editorial: una revista de arquitectura para difundir las vanguardias internacionales y la producción de América Latina. En 1963 nace summa, que se convirtió en un paradigma de las publicaciones de arquitectura liderando el rubro por 29 años. Su nombre marcaba una búsqueda de lo excelso –y su doble m, una diversión privada en familia-.
Los cuatro primeros números de summa se hicieron en Cícero en dos años. Carlos sostuvo el motor creativo, dirigió el proyecto, ocupándose de lo económico, además de aportar diversos ingresos; varios clientes de Cícero apoyaron desde el comienzo con sus avisos. Lala estaba a cargo de la edición: formaba parte del planteo editorial, la visión, la dirección de arte, el diseño de la revista y la ponderación de los contenidos. Participaron como Directores Ejecutivos José A. Le Pera y Jorge Grisetti*.
En 1965, Lala decide renunciar a Cicero para tomar la dirección de la revista con la idea de transformarla en una publicación periódica y desarrollar los mismos conceptos planteados en esos cuatro números iniciáticos.
Mudó las oficinas de summa en un edificio de oam en Viamonte y San Martín, pleno centro de la Ciudad de Buenos Aires, gracias a la gestión de Francisco Bullrich con Victoria Ocampo, su dueña. En el mismo edificio estaba la librería Nueva Visión de Jorge Grisetti.
A partir del número 5, en julio de 1966, comienza una nueva etapa de summa. Los 14 números siguientes, con Leonardo Aizenberg como Secretario de Redacción, incluyeron ediciones monográficas dedicadas a la Arquitectura Moderna en Argentina, Chile, México, Brasil y Uruguay, a temas de vivienda y a distintas tipologías. Lala MM invitó a que diferentes voces expresaran sus ideas mientras  elegía para publicar las obras de sus estudios: Francisco Bullrich, Justo Solsona, Togo Díaz, Miguel Ángel Roca, Eduardo Polledo, César Pelli, Tony Díaz, Clorindo Testa, Gastón Breyer, Luis Morea, Francisco Liernur, Carlos Libedinsky, entre tantos otros que fueron poblando las páginas de la revista.
También fue un gran aporte la inclusión de las traducciones de artículos críticos extranjeros de la talla de Reyner Banham, Christopher Alexander o Lewis Mumford. summa se convirtió en material de estudio para los alumnos de la universidad al plantear un discurso cultural centrado en el Movimiento Moderno.
En el período 1969-1976, la revista se vuelve mensual y Lala, junto a su equipo editorial, deciden dedicar la publicación principalmente a la producción arquitectónica nacional y latinoamericana reforzando su propuesta inicial. Por lo tanto, el material de arquitectura europea que llegaba a la editorial desde diversas fuentes -como ser de la revista inglesa Architectural Design, dirigida en ese tiempo por Monica Pidgeon- se vuelca en otras publicaciones como los Cuadernos summa-nueva visión ordenados en diferentes temas por directores invitados.
Paralelamente con el sello editorial Ediciones Summa se publican nuevas colecciones. En 1976, Marina Waisman comienza con la producción de la Colección Summarios, también centrada en temas internacionales. Waisman también estuvo a cargo de la sección summa-Historia, publicada desde 1974, donde analizaba la arquitectura americana desde la época de la Conquista hasta 1960. Esta sección fue editada y recopilada en forma de libro tres años después.
La tercera y última etapa de la editorial fue entre 1976 y 1992. A ella corresponden summa-Temática (1983), bajo la coordinación de Julio Cacciatore y Horacio Pozzo, y las “tapas homenajes” (destinadas a dar cuenta de la obra de arquitectos de relevancia), también a cargo de Cacciatore. También durante este período, Lala decide ampliar la actividad de summa no sólo a los productos editoriales: a partir de 1977, y desde la revista, propugna campañas públicas: “summa invita a la preservación del Patrimonio histórico y urbano”, “Campaña en pro de la recuperación de las costas y los ríos para uso del hombre”, “Energía: ahorrar, no contaminar, investigar” y “Preservación del Patrimonio”. Esta última campaña comienza al cumplirse 25 años de summa y también decide que corresponde marcarlos: cambia la diagramación general y una foto de detalle pasa a la imagen de tapa; para definir su idea acompaña a los fotógrafos/as (Julie Méndez Ezcurra fue una de las primeras) para elegir la toma y las de la obra en general. También aquí Julio Cacciatore y Horacio Pozzo tomaron la continuidad de la sección.
En diciembre de 1985, a partir de viajes de arquitectura por varios países del continente a los que fue invitada, inaugura en Buenos Aires los Seminarios de Arquitectura Latinoamericana (SAL), en los que trabajaron en su organización especialmente Marcelo Martín y Sandra Méndez Mósquera, además del equipo de la revista. Este primer encuentro reunió a los arquitectos cuyas obras conoció y seleccionó en sus viajes para su publicación, con el objetivo de intercambiar conceptos en torno a la evolución de la arquitectura regional. Este encuentro se convirtió en un hito histórico en la arquitectura de América Latina. Fue el primero de otros seminarios que se realizaron en años posteriores.
Entre otras actividades Lala también fue jurado en concursos para profesores titulares (Universidades de La Plata y Mendoza) y jurado de diversos concursos universitarios y privados, en los temas de arquitectura, diseño gráfico y escultura. 
En 1992, junto a su socia, Susana Benedit, debieron cerrar su empresa: la revista summa y Ediciones Summa dejaron de existir sobre fines de ese año. Lala siguió su actividad como asesora de diferentes publicaciones (Summa+ y Barzón). Por varios años continuó desarrollando su rol de editora de contenidos editoriales de arquitectura y diseño, además de enseñar y entrenar a jóvenes arquitectas y arquitectos que daban sus primeros pasos en el mundo de la comunicación de arquitectura.

## Premios y reconocimientos
La revista summa obtuvo diversos premios como:
- Distinción Periodismo Especializado 1972. Sociedad Central de Arquitectos.
- Medalla de Plata, Congreso Mundial de la Unión Internacional de Arquitectos (UIA) - Madrid, 1975.
- Premio APTA Fundación Antonio Rizzuto, 1976.
- Distinción Nacional "Por un Ambiente Mejor", Subsecretaría de Ordenamiento Ambiental, SETOP, 1979
- Mención de Honor, V Bienal Panamericana de Arquitectura de Quito, Ecuador en 1986.[7]
- Recibió la Medalla de Honor de la Sociedad Central de Arquitectos por su trayectoria, en ocasión de cumplirse los 20 años de summa.[2]